# Nube de Perseo
La nube molecular de Perseo  es una nube molecular cercana a la constelación de Perseo y contiene más de 10.000 masas solares de gas y polvo que cubren una superficie de 6×2 grados. A diferencia de la nube molecular de Orión es casi invisible, aparte de los Cúmulos IC 348 y NGC 1333 donde se forman las estrellas de baja masa. Es muy brillante en las longitudes de ondas infrarrojas, las estrellas que esta nube molecular contiene son relativamente jóvenes (2±3 millones de años).

## Nebulosas y Cúmulos asociados
- La Nebulosa California
- Cúmulo estelar de las Pleyades
- NGC 1333